# آی‌ان‌اس ساگاردوانی
آی‌ان‌اس ساگاردوانی (به انگلیسی: INS Sagardhwani) یک کشتی است که طول آن ۸۵٫۱ متر (۲۷۹ فوت) می‌باشد.